# Svatobořice-Mistřín
Svatobořice-Mistřín é uma comuna checa localizada na região de Morávia do Sul, distrito de Hodonín.